# Бесемер (Пенсилванија)
Бесемер (енгл. Bessemer) град је у америчкој савезној држави Пенсилванија.

## Демографија
По попису из 2010. године број становника је 1.111, што је 61 (-5,2%) становника мање него 2000. године.
| Група             | 2000.         | 2010.         |
| Белци             | 1.146 (97,8%) | 1.085 (97,7%) |
| Афроамериканци    | 6 (0,5%)      | 1 (0,1%)      |
| Азијати           | 5 (0,4%)      | 4 (0,4%)      |
| Хиспаноамериканци | 9 (0,8%)      | 7 (0,6%)      |
| Укупно            | 1.172         | 1.111         |